# Boria Bal
Boria Bal é uma cidade do Afeganistão, localizada na província de Balkh.